# Convento de San Francisco (Palma de Mallorca)
El convento de San Francisco de Palma de Mallorca es un conjunto formado por la basílica menor del mismo nombre, el claustro y varias edificaciones adosadas. Se inició la construcción a finales del siglo XIII. El 4 de febrero de 1881 el claustro gótico del convento fue declarado Monumento Nacional.
Actualmente, en un edificio anexo al convento, los franciscanos tienen presente un colegio, el Colegio de San Francisco de Palma.

## Historia
La construcción de la basílica comenzó en 1281, se tardó 100 años en completar la bóveda. La iglesia fue proclamada basílica menor el 14 de mayo de 1943, por el Papa Pío XII.

## Exterior
La fachada principal barroca reconstruida por el arquitecto navarro Francisco Herrera García en el siglo XVII destaca por su tímpano y rosetón obra del vidriero Pere Comas.

## Interior

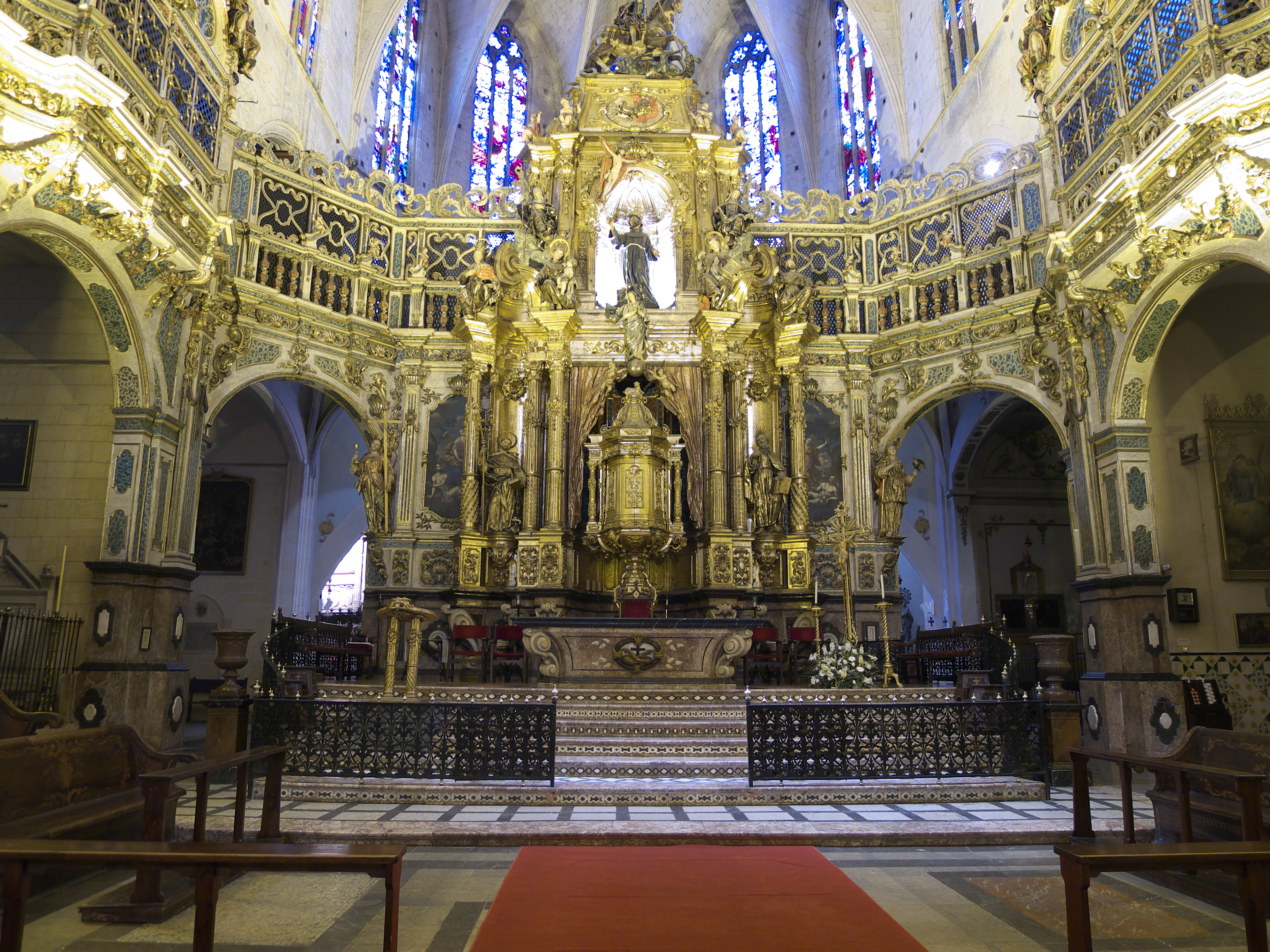
Retablo mayor (1739) de la basílica.

La iglesia consta de una nave central y ocho capillas laterales. El ábside tiene también capillas adosadas, las últimas añadidas entre 1445 y 1670.

## Claustro

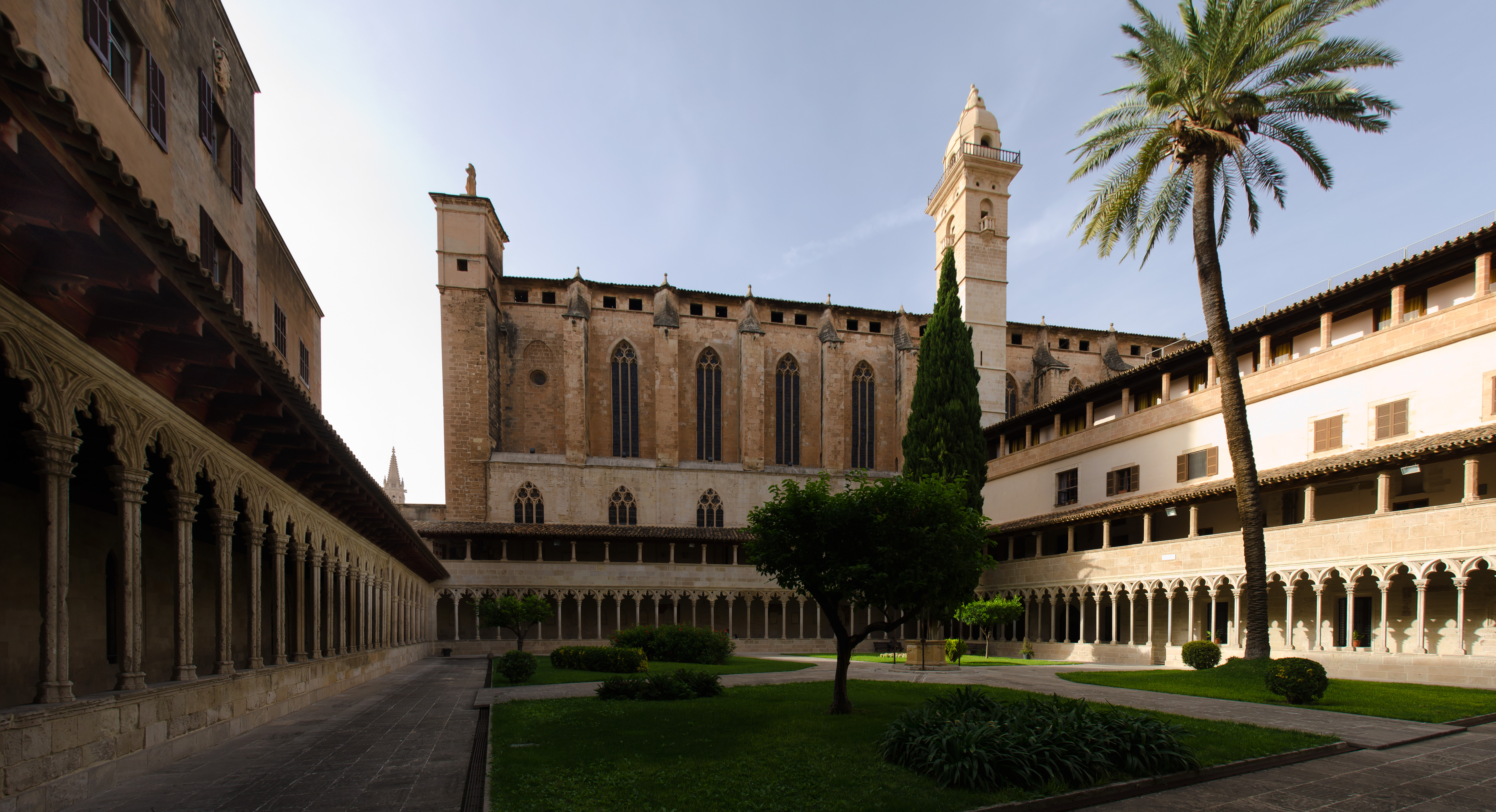
Claustro.

El claustro de forma trapezoidal situado junto a la iglesia, forma un conjunto de gran belleza que fue construido entre los siglos XIV y XVI. Destacan las finas columnas y arquerías lobuladas. La galería norte es la más antigua, la occidental, adosada a la iglesia y la meridional son de construcción más reciente (siglo XV). Las galerías superiores son del siglo XVI.

## Contenido artístico
Destaca el retablo mayor en estilo barroco rematado por una imagen de San Jorge a caballo sobre un dragón. En una de las capillas laterales se encuentra el sepulcro de Ramon Llull con una estatua yacente del mismo.